# Alexander Montgomerie (6e comte d'Eglinton)
Pour les articles homonymes, voir Alexander Montgomerie.
Alexander Montgomerie, 6e comte d'Eglinton (1588 - 1661) est un aristocrate et soldat écossais, à l'origine connu sous le nom de Alexander Seton de Foulstruther.

## Biographie
Il est le troisième fils de Robert Seton (1er comte de Winton) et de sa femme Margaret Montgomerie, fille de Hugh Montgomerie (3e comte d'Eglinton).
En juillet 1606, il est impliqué dans un incident à Perth, pendant le Parlement. Le soir, il se rend avec son frère aîné, George Seton (3e comte de Winton), au logis du comte d'Eglinton avec neuf ou dix compagnons. En chemin, ils rencontrent le comte de Glencairn qui a trente personnes dans sa suite, venant dans l'autre sens. Le maître de Winton et le comte se croisent, mais les serviteurs à l'arrière des deux compagnies commencent à se battre, uniquement à cause d'une querelle de longue date entre les familles Eglinton et Glancairn. La ville et la garde royale arrêtent les combats. Il y a peu de blessés, sauf John Mathie, un serviteur de Glencairn .
En 1612, après avoir passé quelque temps à Paris et rendu visite au ministre en exil John Welsh d'Ayr, il succède à son cousin sans enfant Hugh Montgomerie, 5e comte d'Eglinton, en tant que comte d'Eglinton. Le 5e comte a posé comme condition de prendre le nom et les armes de Montgomerie. Cela est confirmé par le roi Jacques VI en 1615. L'oncle de Montgomerie, Alexander Seton, en conçoit de l'amertume. Son épouse Anne Livingstone engage les services de son puissant ami Jean Drummond pour persuader Anne de Danemark d'intercéder auprès du roi Jacques en leur faveur.
Montgomerie dépose une pétition contre l'imposition du Common Prayer Book en Écosse et participe aux préparatifs de l'Alliance nationale. Il est conseiller privé d'Écosse en 1641.
Montgomerie, qui est communément connu sous le nom de Greysteel  commande un régiment écossais de cavalerie pour le Parlement anglais et se distingue à la bataille de Marston Moor (1644). Lors de l'exécution de Charles Ier en 1649, il soutient le rappel de Charles II et la politique du marquis d'Argyll. En 1651, il est capturé à Oliver Cromwell et détenu au château d'Édimbourg. Ses domaines sont séquestrés pendant deux ans et il est inclus dans l'Acte de grâce de Cromwell.

## Famille
En 1612, Alexander épouse Anne Livingstone (en), fille d'Alexander Livingstone (1er comte de Linlithgow) (en) et Helenor Hay, elle a été une dame d'honneur de la princesse Elizabeth et d'Anne de Danemark. Ils ont :
- Hugh Montgomerie (1613-1669), futur 7e comte d'Eglinton, qui épouse Anne Hamilton (décédée en 1632), et en secondes noces Mary Leslie.
- Henry Montgomerie de Giffen, qui épouse Jean Campbell.
- Le colonel Alexandre Montgomerie (né en 1615).
- Le colonel James Montgomerie de Coylsfield (d. 1675), qui épouse Margaret MacDonald.
- Le général Robert Montgomerie, qui épouse Elizabeth Livingstone, et est blessé à la bataille de Marston Moor[6]
- Margaret Montgomerie, qui épouse John Hay, 1er comte de Tweeddale, et en secondes noces, William Cunningham (9e comte de Glencairn).
- Éléonore Montgomerie.
- Anna Montgomerie.

Il épouse, en secondes noces, Margaret Scott, fille de Walter Scott (1er lord Scott de Buccleuch).